# Harzweg 24 (Quedlinburg)

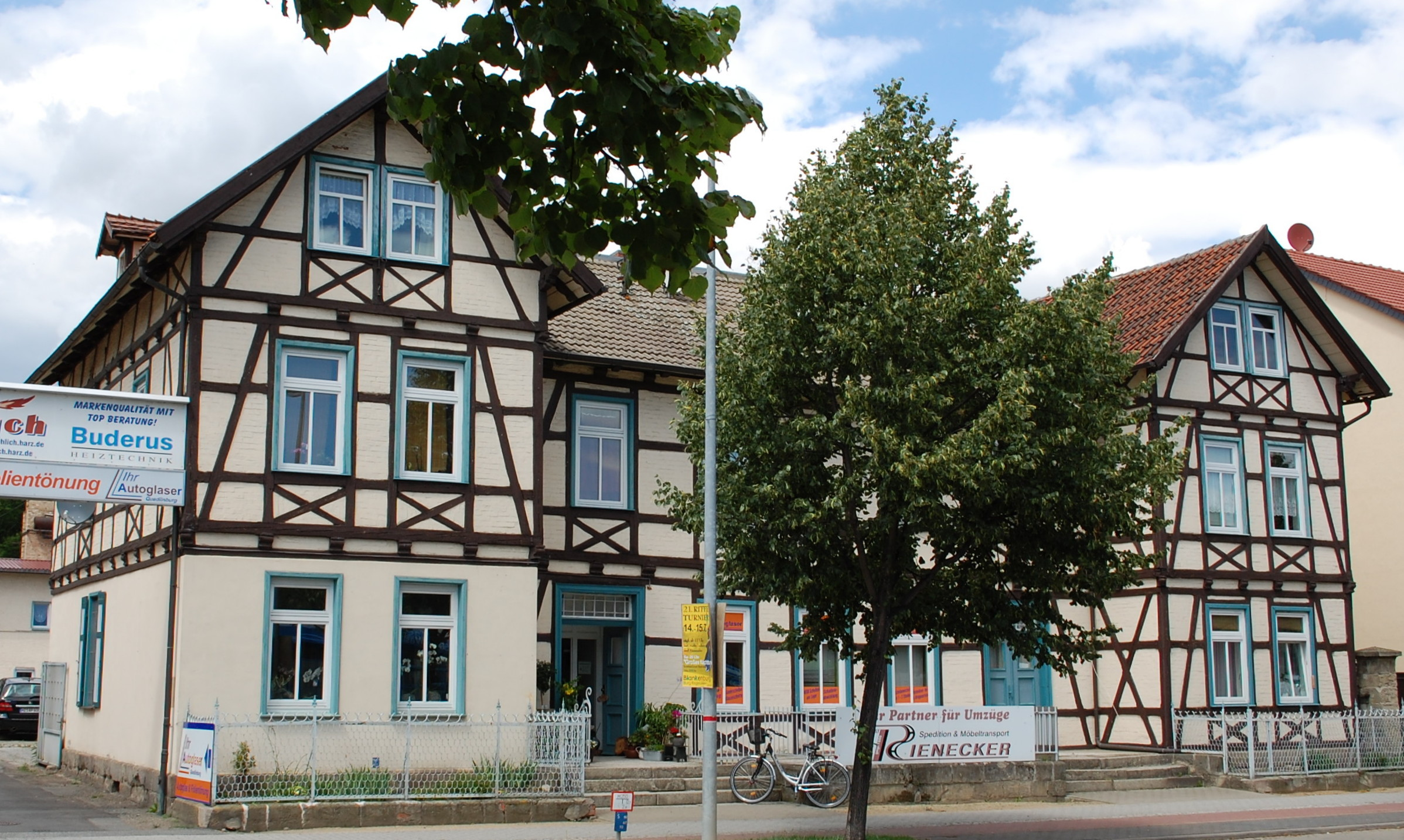
Harzweg 24

Das Haus Harzweg 24 ist ein denkmalgeschütztes Gebäude in Quedlinburg in Sachsen-Anhalt.

## Lage
Das im Quedlinburger Denkmalverzeichnis eingetragene Wohnhaus befindet sich südlich der Quedlinburger Altstadt.

## Architektur und Geschichte
Das Fachwerkhaus entstand in der Zeit um 1880 und wird durch zwei Seitenrisalite geprägt, die das zweigeschossige Gebäude symmetrisch gliedern. Das Fachwerk ist im Stil der späten Harzer Fachwerkarchitektur ausgeführt und dient auch als dekoratives Gestaltungselement. Eine kleine Terrasse ist zwischen zwei Treppen angeordnet. Die Vorgärten gehören zur Gestaltung des Baudenkmals.